# Mairie (Royaume de Prusse)
En plus d'être le siège officiel du maire de Prusse, la mairie est également une unité administrative composée de plusieurs communes.

## Histoire
La mairie est une association communale ou une unité administrative composée de plusieurs communes de la province du Rhénanie (créée en 1822 à partir des provinces du grand-duché du Bas-Rhin et de Juliers-Clèves-Berg créées en 1815) et de la province de Westphalie (à partir de 1815). Celle-ci est dirigée par un maire nommé par le gouvernement, qui est rémunéré par la mairie et assisté par l'assemblée de la mairie en tant qu'organe de l'association. Les communes rattachées aux mairies sont représentées par des chefs de communauté,.

### Contexte
Après la paix de Tilsit (9 février 1807), la Prusse doit céder ses territoires à gauche de l'Elbe à la France. Napoléon Ier introduit les préfectures étroitement organisées qui existent en France, qui divisent le pays en départements, arrondissements et cantons. Avec cette division, les communes sont également réorganisées. Des districts municipaux sont établis, composés d'une ou plusieurs petites villes. Au sommet se trouve le maire, qui est responsable de toute l'administration municipale et directe de l'État dans la mairie et qui relève du préfet. Un Conseil municipal est institué pour chaque mairie, dont les membres sont nommés par le ministre de l'Intérieur ou le grand-duc du Grand-duché de Berg. Le conseil municipal ne se réunit qu'une fois par an et a une fonction essentiellement consultative.
Après la défaite de Napoléon (Congrès de Vienne en 1815), les deux provinces prussiennes de Rhénanie et de Westphalie conservent dans un premier temps le système administratif français en dessous du niveau des arrondissements. Le district municipal devient la mairie et le conseil municipal devient le conseil du maire. Les mairies des provinces mentionnées correspondent aux bureaux des autres provinces prussiennes.

### Transformation des mairies en bureaux

#### Province de Westphalie

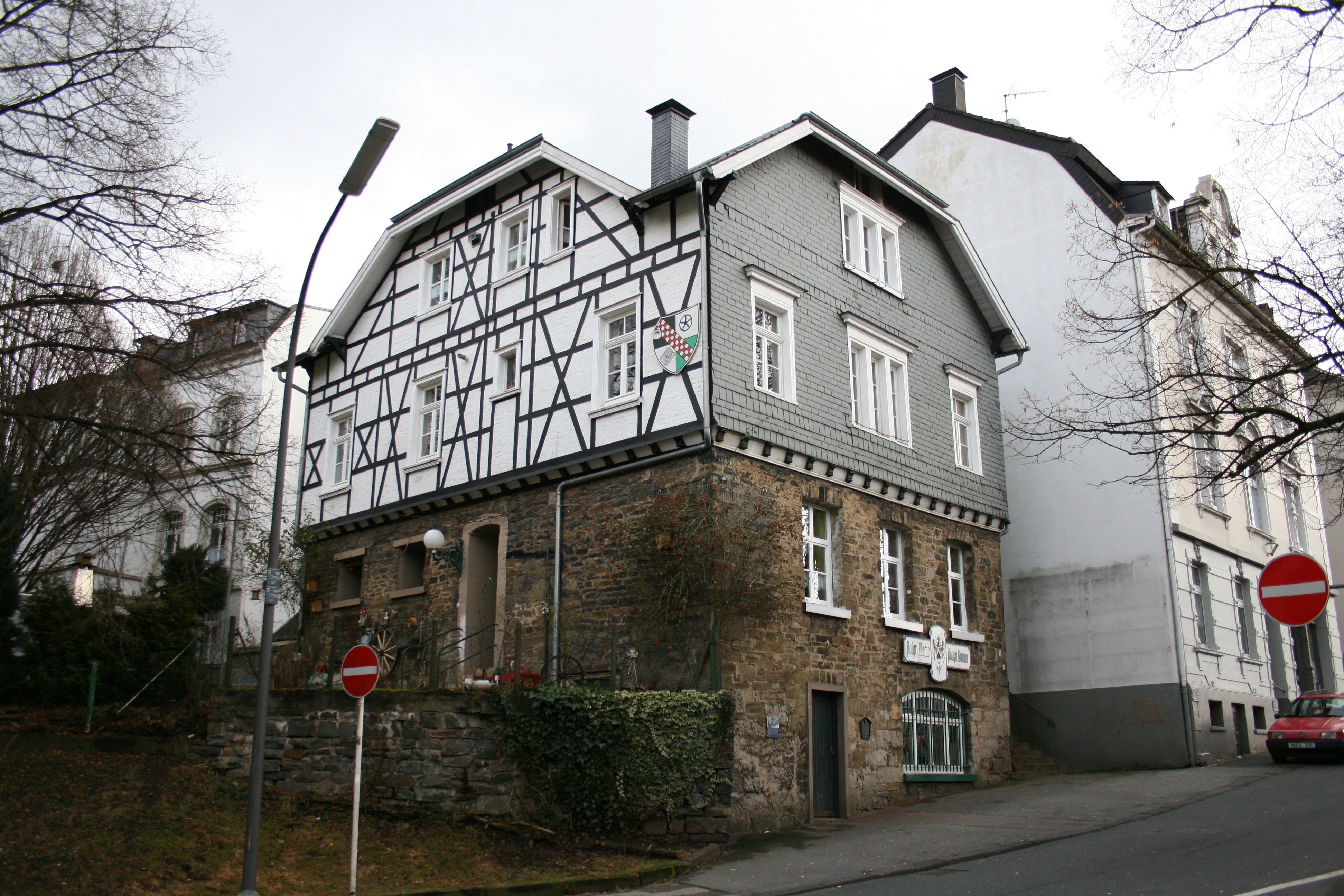
Exemple d'un siège administratif d'un bureau préservé (ici l', aujourd'hui à Wuppertal).

Pour la province de Westphalie, le gouvernement prussien décrète le 31 octobre 1841 le « code de commune rurale pour la province de Westphalie ». Le § 12 stipule : « Un district communal (bureau) est formé sous l'autorité d'un bailli à partir de plusieurs communes, en plus des domaines de chevaliers ne faisant pas partie du district communal », et : « Le bureau peut également être constitué d'une commune ».
Le haut président de la province est chargé de l'application de la loi (§ 126). Le 13 juin 1842, un « ordre du cabinet le plus élevé » est émis « sur la date d'application du nouveau code des communes rurales pour la Westphalie », réglant l'introduction des nouvelles autorités communales ainsi que leur publication par les gouvernements de district respectifs. La transformation des différentes mairies en bureaux, ainsi que la définition des communes qui leur sont rattachées, ont lieu dans les trois districts de Westphalie au cours des années 1843 et 1844. Depuis, le terme de mairie n'est plus utilisé en Westphalie.
Avec la nouvelle version du code sur les communes rurales du 19 mars 1856, le § 4 stipule définitivement : « Plusieurs communes, ainsi que les biens assimilés aux communes, forment une circonscription administrative (bureau), dirigée par un bailli ; mais le bureau peut aussi être composé d'une seule commune »

#### Province de Rhénanie
En revanche, le code communal pour la province de Rhénanie du 23 juillet 1845 modifié le 15 mai 1856, stipule aux §§ 7 et 8 : « Plusieurs communes forment une circonscription administrative (mairie) sous la direction d'un maire; la mairie peut également être constituée d'une seule commune. Elle forme en même temps, en ce qui concerne les affaires qui présentent un intérêt commun pour toutes les communes qui la composent, une association communale ayant les droits d'une commune » Avec le Code communal, les communes administrées par le mairie sont légalement (re)reconnues comme des organes autonomes limités avec leur propre gouverneur et conseil municipal.
L'autonomie locale reste limitée, puisque les chefs de commune (nommés pour six ans) et les maires (nommés à vie) sont désignés par des instances supérieures de l'État. Le conseil communal est élu selon un système de suffrage censitaire échelonné. Selon le Code communal de 1856, le maire est toujours le directeur des différentes communes, et non leur chef lui-même. Le maire peut s'approprier des compétences des communes sans leur consentement Avec le code des villes rhénanes, entré en vigueur la même année, l'égalité juridique entre les villes et les communes rurales est abolie.
Les mairies qui se composent de plusieurs communes sont appelées mairies rurales, les mairies qui se composent d'une seule ville selon la code des villes rhénanes, au moins de manière informelle, « mairie urbaine »,. Dans la province de Rhénanie, le terme de mairie reste en vigueur jusqu'en 1927. La loi prussienne sur la réglementation de différents points du droit constitutionnel communal du 27 décembre 1927 stipule dans son § 2 : « La mairie rurale en province de Rhénanie porte désormais le nom de bureau »